# 小平町 (栃木市)
小平町（こひらちょう）は、栃木県栃木市の地名。郵便番号は328-0073。
　

## 地理
栃木地区中部に位置し、東は嘉右衛門町、西は箱森町、南は錦町、北は大町と接している。

## 世帯数と人口
2017年（平成29年）8月31日現在の世帯数と人口は以下の通りである。
| 町丁   | 世帯数  | 人口  |
| ------ | ------- | ----- |
| 小平町 | 318世帯 | 784人 |

## 施設
教育
- 栃木市立栃木第三小学校
- 若葉幼稚園

観光
- 岡田記念館翁島別邸

寺院
- 妙唱寺洗心閣

## 交通

### 道路
主要地方道
- 栃木県道32号栃木粕尾線（インター通り）

## 小・中学校の学区
市立小・中学校に通う場合、学区は以下の通りとなる。
| 番地 | 小学校                 | 中学校               |
| ---- | ---------------------- | -------------------- |
| 全域 | 栃木市立栃木第三小学校 | 栃木市立栃木東中学校 |